# Ghouls 'n Ghosts
Ghouls 'n Ghosts är ett plattformsspel utvecklat av Capcom och släppt som arkadspel 1988, samt för många andra format som Commodore 64, Amiga, Atari ST och Sega Mega Drive. Ghouls 'n Ghosts var en uppföljare till Ghosts 'n Goblins (1985), samt hade en efterföljare, Super Ghouls 'n Ghosts (1991). Spelaren i spelet har rollen som Knight Arthur som måste rädda prinsessan Prin Prin från Lucifer.
Några konverteringar av spelet, som Commodore 64- och Amiga-versionen är kända för sin musik. För dessa konverteringar hade Tim Follin skapat nya kompositioner samt nya arrangemang av originalmusiken från arkadspelet.